# Iglesia de San Miguel del Pui
San Miguel del Pui (forma que respeta la pronunciación pallaresa de Sant Miquel del Puig, que es, propiamente, el nombre de esta iglesia), o Sant Miquel de Segur, es, posiblemente, la primitiva iglesia románica del pueblo de La Puebla de Segur, en la comarca del Pallars Jussá en la provincia de Lérida. A su alrededor había habido el Pui de Segur, tenido como primer emplazamiento de la villa de La Puebla de Segur.

## Situación

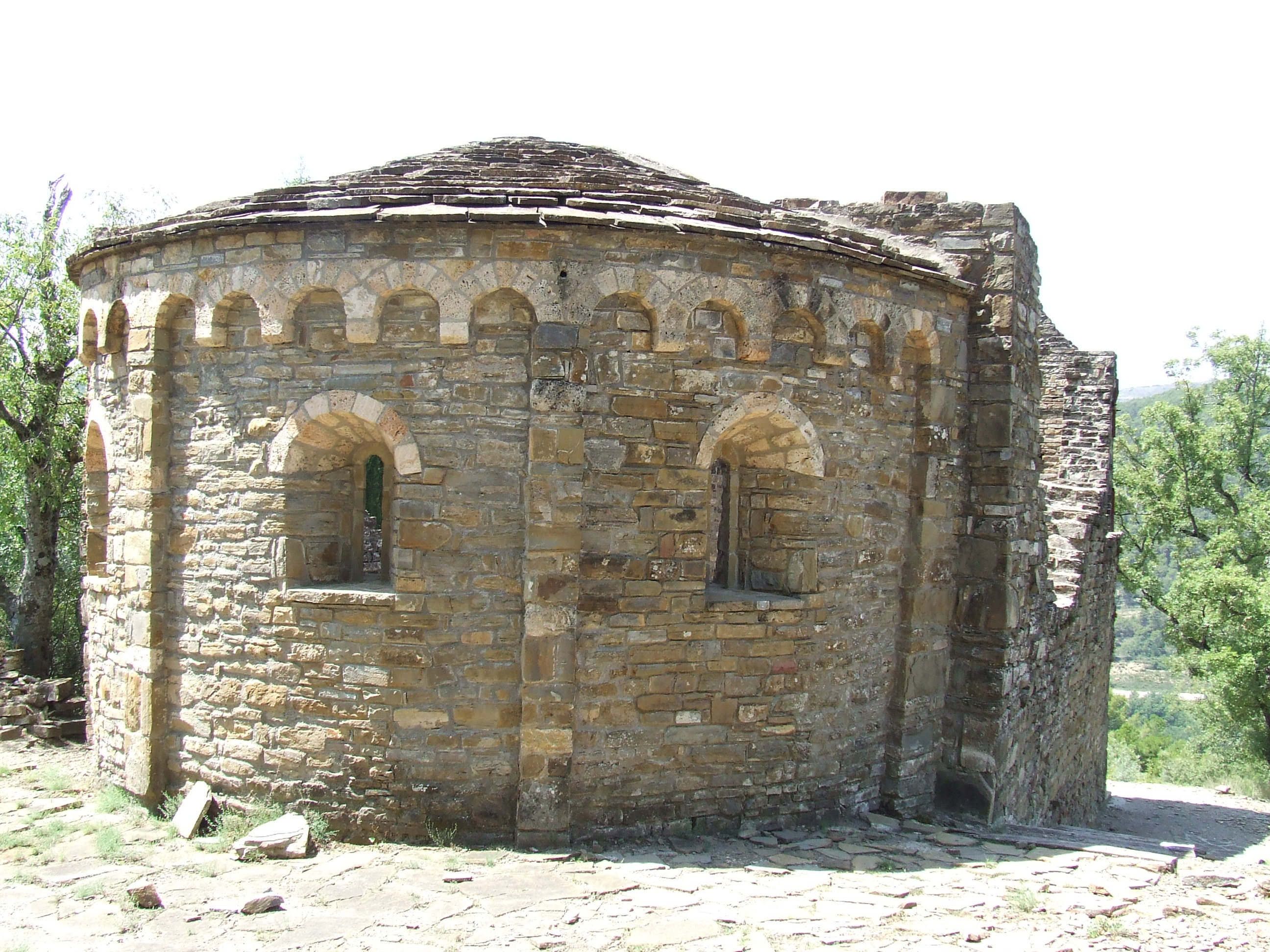
Exterior del ábside de la iglesia de San Miguel.

Está a unos dos kilómetros de la Puebla de Segur, a su noroeste, y se llega siguiendo la carretera L-522, la que conduce al Congost de Erinyà, por la que se llega al pie de la colina donde se encuentra el templo, encima y al noreste de la carretera. Se puede subir por un camino asfaltado que sale desde la carretera mismo: es el camino que arranca de la misma L-522 una vez se ha dejado atrás la colina donde se encuentra San Miguel del Pui. Está bien indicado.
Actualmente se celebra la romería de San Miguel, que se hace en una ermita moderna, cerca de la cual están las ruinas de la antigua, románica. Estas ruinas han sido recientemente objeto de una consolidación y restauración parcial, que permiten ver el aspecto de la antigua iglesia románica.

## Historia
Diversos documentos de los siglos XI y XII (1042, 1109, ...) ya hablan del lugar de Segur, con diferentes advocaciones: San Fructuoso, o Fruitós, San Félix, que podrían ser advocaciones antiguas de esta iglesia u otras iglesias del término. En el siglo XIV (1314, 1391) consta la iglesia de San Miguel de Segur como parroquial del término, en aquel momento consta como villa el Puig de Segur y no la Pobla, aunque la villa nueva de la Puebla recibió carta de población (de ahí el nombre) en 1336, y en 1381 ya constan 12 fuegos (unos 60 habitantes), frente a los 6 (la mitad) del Puig.
En relaciones del siglo XVIII (1758) la iglesia de San Miguel consta ya como abandonada e inútil para el culto, pero se mantuvo como capilla perteneciente a la parroquia de la Virgen de la Ribera de La Pobla de Segur hasta el año 1904, último en que todavía consta como tal.

## Características

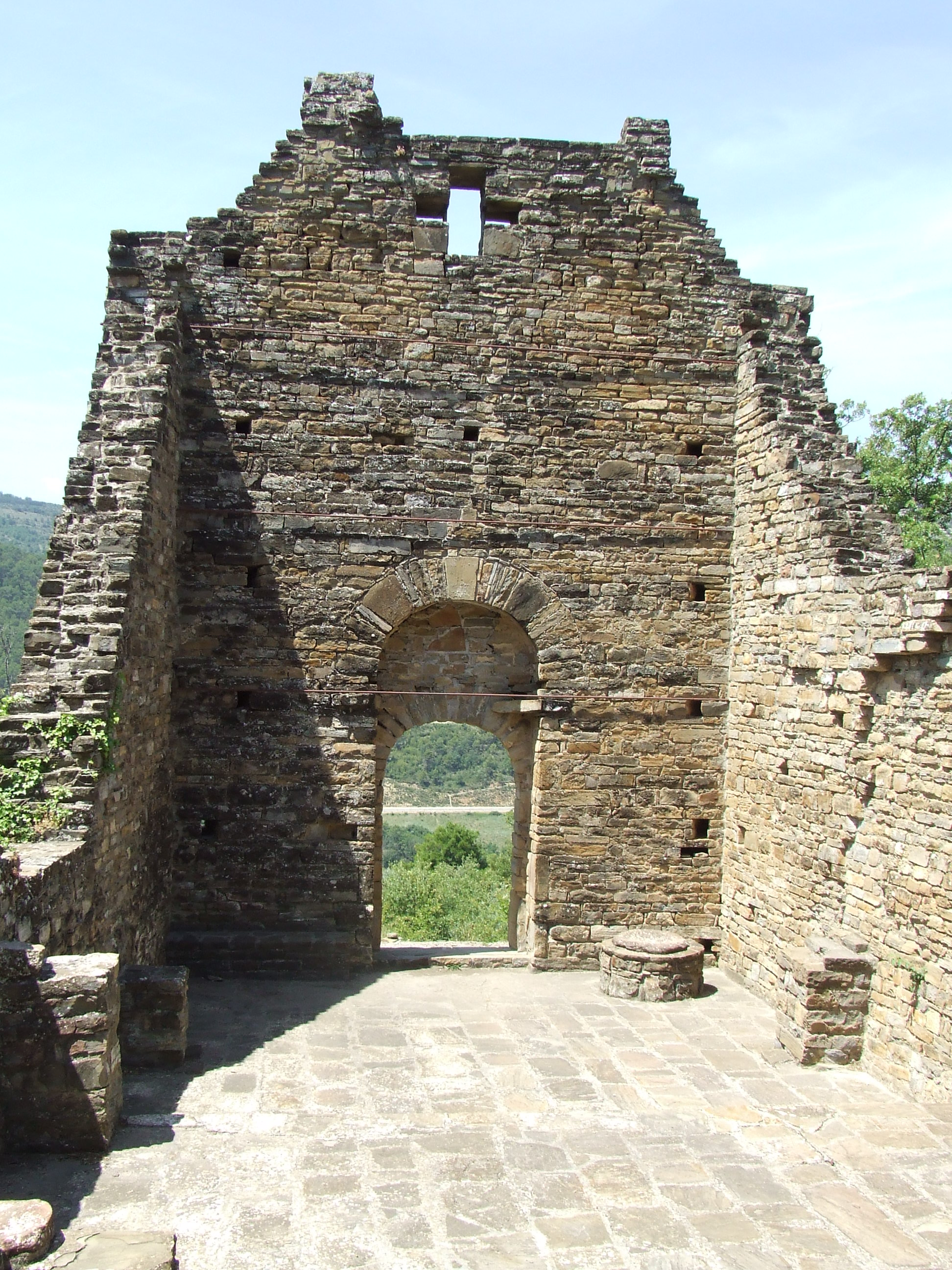
Pies de la nave.

San Miguel del Pui, o de Segur, era una iglesia románica de una nave, cubierta, posiblemente, con bóveda de cañón semicircular, refuerza a la nave por tres arcos torales. A levante, un ábside semicircular, habitual en el románico, hace de cabecera de la nave. El arco presbiteral era de punto redondo, pero hasta antes de la restauración tenía uno de apuntado debajo que lo apoyaba para que no cayera. El ábside tiene tres ventanas de doble derrame, que han sido muy restauradas.
La puerta, de arco de medio punto, que se ha conservado, está en la fachada de poniente, y en el muro norte había otra puerta, más pequeña.
El aparato es muy irregular, pero bien recortado y repartido en hileras regulares. No hay ornamentación exterior, aparte de los restos de lesenas en el ábside, que hacen pensar en una decoración de estilo lombardo (la que es visible actualmente es fruto de la imaginación de los autores de la reconstrucción). Todo hace pensar en un edificio del siglo XII arcaizante, es decir, con formas y técnicas constructivas propias del siglo XI.
La iglesia, restaurada en los últimos años del siglo XX por el entusiasmo de vecinos de la Puebla de Segur, conserva entera la planta y los muros perimetrales, pero no la cubierta. La restauración, realizada a iniciativa popular y, por tanto, elogiable, en algunos puntos se muestra un poco excesiva, no siempre empresa con criterios arqueológicos como, por ejemplo, el adjunto de unas arcadas ciegas, que recuerdan las lombardas, en el ábside. Las mismas ventanas del ábside también han sido demasiado rehechas.

## Romería de San Miguel

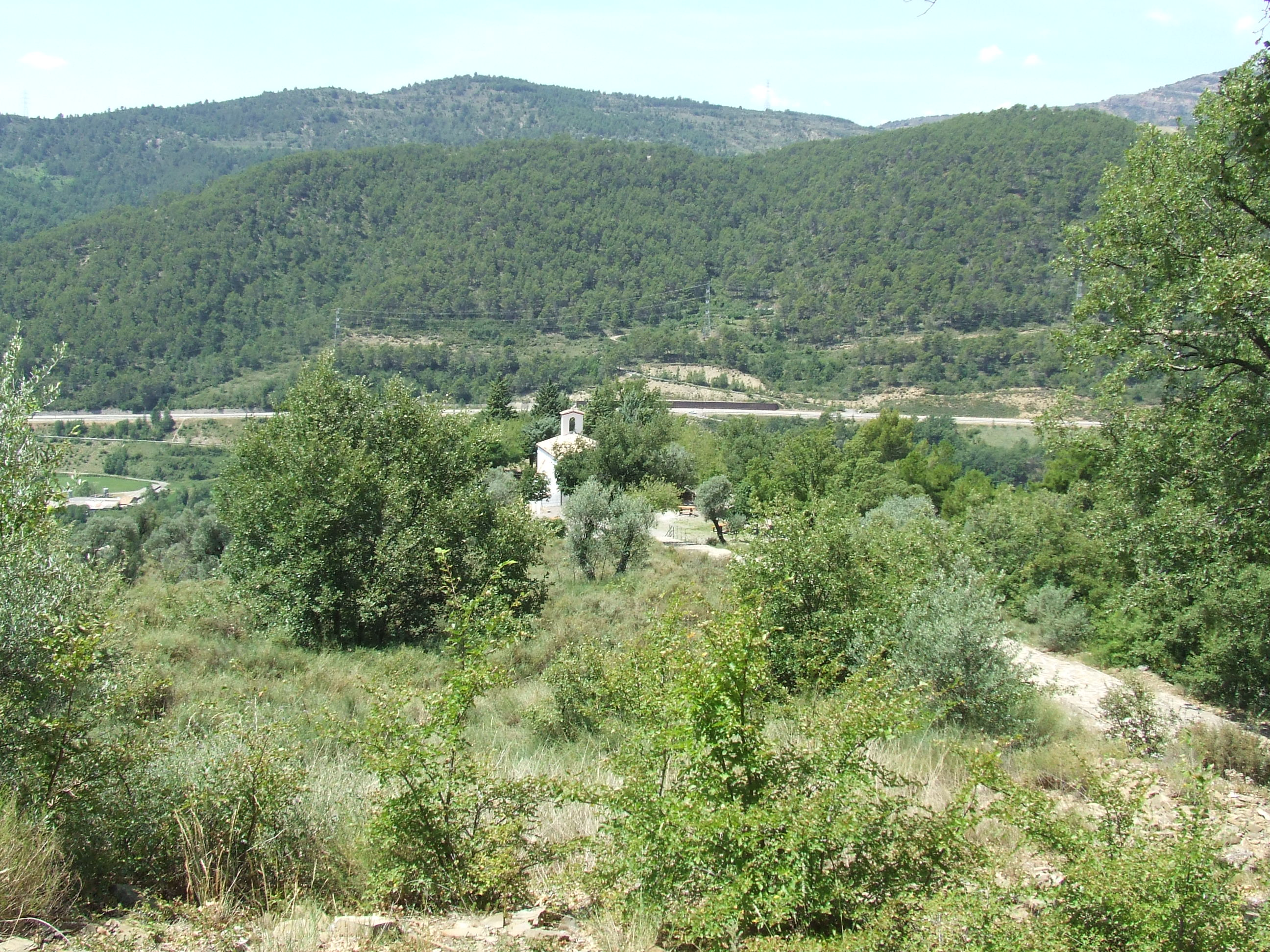
Lugar donde se hace la romería, con la ermita al fondo.

El 8 de mayo de cada año se celebra en este lugar la Romería de San Miguel, actualmente de mucha concurrencia. En la celebración religiosa, se celebra misa y canto de los gozos de San Miguel, y el «Comú de Particulars» de la Puebla de Segur reparte un pan bendito a cada asistente al encuentro. Hoy en día el pan se da en  la carretera L-522, cerca de la nueva capilla. Tras los actos religiosos, los asistentes al encuentro se suelen quedar a comer en la explanada donde había habido el pueblo antiguo del Pui de Segur, disfrutando de un día al aire libre, en una época que suele hacer buen tiempo.
Este encuentro está documentado ya en 1758, si bien en un documento del 1691 ya se manda a los presbíteros de la Puebla que asistan a las procesiones en las ermitas, aunque no especifica a qué lugar hace referencia. El documento de 1758 sí que habla claramente de san Miguel.
El historiador Lorenzo Sánchez i Vilanova ha documentado ampliamente las romerías de San Miguel a lo largo de la historia, uno de los cuales reproduce Joan Bellmunt (op. cit.). Se describe un encuentro realmente con mucha participación popular, con procesión desde la población con toda la parafernalia típica de las procesiones del siglo XIX y buena parte del XX: pendones y banderas, curas y monaguillos delante, con una cruz procesional al frente , el pueblo endomingado detrás, todo el mundo vestido con las mejores ropas que tenía, cánticos religiosos a lo largo del camino y al llegar a la ermita. También se describe la comida, con abundancia de comida y de licor, que ayudaba a organizar una buena juerga, en la que intervenía algún músico popular (acordeón, violín ...) para organizar el baile ... Al finalizar en la misa, se hacía la bendición del término de La Puebla, por parte del rector, y la vuelta se hacía de forma no organizada, cada uno a su aire.
En la actualidad, la romería ha cambiado mucho: se ha reducido mucho el contenido religioso estrictamente a la misa y al canto de los gozos, pero no se hace la procesión, dado que la mayor parte de asistentes llegan en coche (aunque cada año se puede observar un grupo, más o menos numeroso, que aún van caminando). De todos modos, el hecho de que sea un día de fiesta local hace que la asistencia sea mayor, aún: se han llegado a repartir, algunos años, hasta tres mil panecillos.